# Božo Musa
Božo Musa (Široki Brijeg, 15 settembre 1988) è un calciatore croato, difensore del Široki Brijeg.

## Carriera
Esordisce nella prima divisione croata nella stagione 2009-2010, giocandovi una partita con il Croatia Sesvete; dopo alcune stagioni in seconda divisione, gioca poi altre due partite in massima serie con la maglia del RNK Spalato nella stagione 2011-2012. Dal 2014 al 2019 gioca poi ininterrottamente in prima divisione, prima con il NK Zagabria (con cui aveva in precedenza trascorso la stagione 2013-2014 in seconda divisione, conquistando anche una promozione) e poi con lo Slaven Belupo. Nella seconda parte della stagione 2018-2019 segna un gol in 12 partite nella prima divisione polacca con il Miedź Legnica, con cui nelle due stagioni successive gioca poi in seconda divisione, svincolandosi però il 5 febbraio 2021.

## Palmarès

### Club

#### Competizioni nazionali
- Druga hrvatska nogometna liga: 1

NK Zagabria: 2013-2014